# Князевка (Пензенская область)
Князевка — село в Пензенском районе Пензенской области России. Входит в состав Краснопольского сельсовета.

## География
Село находится в центральной части Пензенской области, в пределах Приволжской возвышенности, в лесостепной зоне, к востоку от автодороги Р158, на расстоянии примерно 8 километров (по прямой) к северо-западу от села Кондоль, административного центра района. Абсолютная высота — 240 метров над уровнем моря.

### Климат
Климат характеризуется как умеренно континентальный, с умеренно холодной продолжительной зимой и относительно тёплым летом. Средняя температура воздуха самого тёплого месяца (июля) — 18,8 °C (абсолютный максимум — 40 °C); самого холодного (января) — −13 — −12 °C (абсолютный минимум — −47 °C). Безморозный период длится от 117 до 133 дней. Среднегодовое количество атмосферных осадков варьируется от 467 до 604 мм, из которых большая часть выпадает в тёплый период.

### Часовой пояс
Село Князевка, как и вся Пензенская область, находится в часовой зоне МСК (московское время). Смещение применяемого времени относительно UTC составляет +3:00.

## Население
| 1748  | 1795  | 1859  | 1877  | 1884  | 1897  | 1902  |
| ----- | ----- | ----- | ----- | ----- | ----- | ----- |
| 566   | ↗1238 | ↘1180 | ↗1309 | ↗1449 | ↗1535 | ↗1681 |
| 1914  | 1921  | 1926  | 1930  | 1939  | 1959  | 1970  |
| ↗1883 | ↗2123 | ↘1374 | ↗1668 | ↘1175 | ↘829  | ↗926  |
| 1979  | 1989  | 1998  | 2002  | 2010  |       |       |
| ↘755  | ↘706  | ↘645  | ↘552  | ↘452  |       |       |

### Национальный состав
Согласно результатам переписи 2002 года, в национальной структуре населения русские составляли 92 % из 552 чел.